# Пољско-литвански рат
Пољско–литвански рат био је оружани сукоб између нове независне Литваније и Пољске након завршетка Првог светског рата. Конфликт се десио због питања територијалне контроле над Вилњуским регионом, укључујући и Вилњус, и Сувалкијским регионом, укључујући и градове Сувалки, Аугустов и Сејни. Конфликт је увелико био условљен догађајима у Пољско-совјетском рату и међународним напорима да се посредује на Конференцији амбасадора и касније Лиги народа. Постоје велике разлике у пољској и литванској истроиографији у погледу термина почетка рата. Према литванским историчарима рат је био део Литванских ратова за независност и трајао је од пролећа 1919. дo новембра 1920. године. Према пољским историчарима, рат је обухватао само борбу за Сувлакијски регион од 1. септембра до 7. октобра 1920. године и био је део Пољско-совјетског рата.
У априлу 1919. године, Пољска је заузела Вилњус и дошла у контакт са Литванијском армијом која се борила у Литванско-совјетском рату. Суочени са заједничким непријатељем, Пољско-литвански односи нису одмах били непријатељски расположени. Пољска се надала да ће убедити Литванију да се придружи некој врсти Пољско-литванске уније (Федерација Међуморје). Овај предлог Литванци су сматрали губитком независности од стране пољског федерализма. Како су се билатерални односи погоршали, Антанта је одредила две линије разграничења у нади да ће зауставити даља непријатељства. Предлог није задовољавао ниједну страну тако да је игнорисан. Након пропасти пољског државног удара против Литванске владе у августу 1919. године, фронт је био стабилан до лета 1920.
У јулу 1920. године, Пољска је претрпела неколико пораза у Пољско-совјетском рату и потпуно се повукла. Литванци су следили повлачење пољских војника како би осигурали територију која им је додељена Совјетско-литванским мировним споразумом. Совјети су први ушли у Вилњус. Међутим, након Пољске велике победе у Варшавској бици Совјети су били приморани на повлачење у августу 1920, а Литванци су били приморани да бране своје нове границе које Пољска влада није признала као важеће. Борба је почела у Сувалкијском региону. Током битке код реке Њемен, Пољска је напала Литванију на широком фронту. Битка је драстично променила војну ситуацију и оставила Вилњус небрањеним. Под притиском Лиге народа, Пољска је потписала Сувалкијски споразум 7. октобра 1920. године. Споразум је одредио нову линију разграничења, која је била непотпуна и није обезбеђивала заштиту Вилњуса.
Пољски генерал Желиговски је 8. октобра 1920. године организовао побуну међу пољским трупама и кренуо на Вилњус како би "бранио право на самоопредељење локалних Пољака." Побуну је испланирао и одобрио пољски шеф државе Јозеф Пилсудски. Желиговскове снаге су заузеле Вилњус, али су даље напредовање зауставили литвански војници. Желиговски је прогласио Републику Централну Литванију са престоницом у Вилњусу. Прекид ватре потписан је 29. новембра. Поновно посредовање Лиге народа није променило ситуацију а прихваћен је статус кво 1923. године. Република Централна Литванија ушла је у састав Пољске као Вилњуско војводство 1922. године. Литванија није признавала ове губитке и сматрала је Вилњус својом уставном престоницом. Није било дипломатских односа између Пољске и Литваније све до Пољског ултиматума Литванији 1938. године.

## Позадина

### Војни развој
Први светски рат завршен је 11. новембра 1918. године када је Немачка потписала Компјењско примирје. Совјетска Русија се 13. новембра одрекла Брест-литовског уговора и започела совјетску офанзиву на западу 1918.–1919. Бољшевици су пратили повлачење немачких трупа и напали су са истока Пољску и Литванију како би спречили њихову независност. Покушали су проширити глобалну пролетерску револуцију, успоставити Совјетске Социјалистичке Републике у региону, и придружити се Немачкој и Мађарској револуцији. Совјетска офанзива покренула је низ локалних ратова, укључујући и Пољско-совјетски рат и Литванско–совјетски рат. У почетку, Совјети су били успешни, али су заустављени у фебруару 1919. године. У периоду марту-април и Литванци и Пољаци започели су офанзиве против Совјета. Три армије нашле су се на територији Вилњуског региона. Пољско-литвански односи у том тренутку нису били непријатељски, али постепено су се урушавали јер су обе стране одбијале компромис. Пољска армија је 19. априла 1919. године заузела Вилњус.
У почетку су и Пољаци и Литванци сарађивали у борбама против Совјета, али је ускоро та сарадња прешла у све веће непријатељство. Литванија је прогласила неутралност у Пољско-совјетском рату. Пољска армија је продрла дубље у Литванију, први сукоби између пољских и литванских војника догодили су се 26. априла и 8. маја 1919. у близини Вевиса. Иако није било званичног ратног стања и малобројних жртава, новине у јулу почеле су да пишу о све већим сукобима између Пољака и Литванаца, нарочито у подручју Меркинеа и Ширвинтоса. Директни преговори у Каунасу од 28. маја до 11. јуна 1919. године пропали су јер ниједна страна није пристала на компромис. Литванија је покушала да избегне директни војни сукоб и поднела случај за посредовање на Конференцији амбасадора.

### Дипломатски развој
Због пољско-литванских тензија, савезничке силе су одлагале дипломатско признање Литваније до 1922. године. Пољска није признала независност Литваније јер се пољски лидер Јозеф Пилсудски надао обнављању старе Државне заједнице Пољске и Литваније (Федерација Међуморје) и водио је кампању на Париској мировној конференцији за стварање неке врсте пољско-литванске уније. Пољска такође није имала намеру да направи било какве територијалне уступке, оправдавајући своје поступке не само као део војне кампање против Совјета, већ и као право на самоопредељење локалних Пољака. Према руском попису из 1897. године, спорни град Вилњус је имао етнички састав од 30% Пољака, 40% Јевреја и 2% Литванаца, међутим, проценат Литванаца је био већи у околним селима. Према немачком попису из 1916. године, Пољаци су били најбројнији међу свим локалним националностима и чинили су 53% или 53,67% градске популације, 50% у целом Вилњуском региону и велику већину у Вилњуском дистрикту. Литванци су тврдили да је Вилњус њихова историјска престоница и одбијали су било коју федерацију са Пољском, желећи независну Литванију. Они су сматрали пољски федерализам као наметање пољске културне и политичке доминације. Литванска влада у Каунасу, привременој престоници, сматрала је пољско присуство у Вилњусу окупацијом. Поред Вилњуског региона, и Сувалкијски регион је такође био споран. Имао је мешовито пољско и литванско становништво.
У то време међународне ситуације нове независне Пољске и Литваније биле су неједнаке. Пољска, много већа по територији и становништву, била је споменута под тачком 13 у Вилсоновим Четрнаест тачака. Пољску је признала цела Антанта, званично је била позвана на Париској мировној конференцији, и постала је један од оснивача Лиге народа. Пољска је такође имала блиски савез са Француском. Литванија није добила међународно признање (добила је прво признање дејуре у јулу 1920. од стране Руске СФСР) јер се Антанта надала да ће се обновити Руско царство на својој бившој територији, која је обухватала и Литванију. Литванија није позивана на било какве послератне дипломатске конференције, али је морала да се бори и против негативне пропаганде да је Влада Литваније немачка марионета, да су Литванци гајили пробољшевичке ставове, или да је Литванија премала и слаба да би опстала без савеза са Пољском.

## Мај–септембар 1919.: повећање тензија

### Линија разграничења
Конференција амбасадора одредила је прву линију демаркације 18. јуна. Линија, повучена око 5 км западно од железничке пруге Варшава - Санкт Петербург, засновала се на војној ситуацији на терену, а не на етничком саставу. Ни Пољаци ни Литванци нису били задовољни линијом. Пољско министарство спољних послова одбацило је ту линију, јер би пољске снаге требало да се повуку око 35 км. Литванци су негодовали јер су Вилњус и Гродно остављени под Пољском контролом. Како су немачки добровољци протерани из Литваније, а литванске снаге биле су преокупиране биткама против Совјета у северној Литванији, Пољска је кренула у офанзиву на 100 км широком фронту, продирући 20-30 километара дубље у литванску територију.
Фердинанд Фош је 18. јула предложио другу демаркациону линију, познату као Фошова линија. Антанта је одобрила овај предлог 26. јула. Литванци су о новој линији информисани тек 3. августа. У односу на прву биле су направљене две главне измене које су биле повољније за Пољску: Сувалкијски регион је додељен Пољској и цела линија је повученана на око 7 км западно. Опет, и Пољаци и Литванци су протестовали против те линије, јер би од њих захтевали да повуку своје војске из региона Вилњус и Сувалки. Немачка управа, која се још није повукла из региона Сувалки, такође се успротивила против Фошове линије. Нова линија није одмах зауставила непријатељства. Након пар пољских напада 29. јула и 2. августа, фронт се стабилизовао.

### Устанак у Сејнију
Литванци су прихватили Фошову линију и повукли се из Сувалкија 7. августа 1919. године. Међутим, зауставили су се у етнички мешовитом Сејнију и формирали линију Чарна Ханча река – језеро Вигри. Они су показали своју намеру да ту успоставе границу, што је изазвало забринутост код локалних Пољака, који су 12. августа организовали митинг од око 100 људи који су захтевали припајање Пољској. Сејнијски огранак Пољске војне организације (ПВО) припремао се за устанак, заказан за ноћ између 22. и 23. августа 1919. године. Између 900 и 1,200 партизана прикључило се ПВО снагама. Пољаци су 23. августа заузели Сејни и напали Лаздијаи и Капчиамиестис, градове на литванској страни Фошове линије. Побуњеници су планирали да марширају до Симнаса. Литванци су поново освојили Сејни 25. августа на неколико сати. Пољске редовне снагеs (41. пешадијски пук) су се 26. августа придружиле добровољцима ПВО. Литванци су 5. септембра пристали да се повуку иза Фошове линије до 7. септембра. Пољска је обезбедила Сејни и потиснула литвански културни живот: Сејнијска богословија је протерана, литванске школе и културне организације затворене. Након устанка, неповерење у Пољаке подстакло је литванске обавештајне службе да интензивирају своје истраге о пољским активностима у Литванији. Ово је помогло у откривању и спречавању планираног државног удара у Каунасу да се свргне Влада Литваније.

### Пољски покушај државног удара
Средином јула 1919, ПВО снаге у Вилњусу почеле су планирати државни удар који би заменио Литванску владу с пропољским кабинетом, који би пристао на унију са Пољском (предложена Федерација Међуморје). Пољски лидер Јозеф Пилсудски веровао је да у Литванији има довољно пољских симпатизера да изврше пуч. Пољска дипломатска мисија, коју је предводио Леон Василевски, у Каунасу 3. августа је имала двоструку сврху: да предложи референдум у спорним територијама  и да процени спремност за државни удар. Литванска влада је 6. августа одбацила предлог референдума, наводећи да спорне територије чине етнографску Литванију. ПВО је планирао да освоје и задрже Каунас на неколико сати до доласка редовних пољских војника, који су се налазили само неких 40–50 км источно од града. Државни удар био би представљен као иницијатива локалног становништва да "ослободи Литванију од немачког утицаја", док истовремено искључује било какво учешће Пољске владе. Пољске новине су водиле пропагандну кампању тврдећи да је Литвански савет једноставно немачка марионета. Државни удар је првобитно био заказан за ноћ између 27. и 28. августа, али је одложен за 1. септембар. Литвански обавјештајци су открили план државног удара, али нису имали попис чланова ПВО. Литванске власти почеле су масовна хапшења око 200 пољских активиста, укључујући и неке официре Литванске армије. У Каунасу је проглашено ванредно стање. Пољски медији су писали да су масовна хапшења пољских активиста, "којима се не може приписати ништа друго осим да су Пољаци", доказ систематске антипољске политике Литванске владе подређене Немачкој. ПВО је био мало уздрман хапшењима и заказао је још један покушај државног удара за крај септембра. Међутим, Литванци су добили пуну листу чланова ПВО и уништили организацију у Литванији.

## Септембар 1919. – јун 1920.: мањи инциденти
Након неуспеха државног удара у Каунасу, било је бројних малих пограничних инцидената. Пољске трупе су 19. септембра 1919. напале Гелвонај и кренули према Укмергеу. У неколико наврата избијале су борбе за стратешки важан мост на реци Швентоји близу Веприаја. У октобру, када су главне литванске снаге биле распоређене против Западноруске добровољачке армије у северозападној Литванији, напади су се појачали. Пољаци су заузели Салакас 5. октобра и напали Капчиамиестис 12. октобра. Фронт се стабилизовао, али узнемиравање граничара и локалних сељака настављено је крајем 1919. и почетком 1920. године. У марту 1920. године, Пољаци су напали железничке станице у Калкунију и Турмантасу. Ситуацију су пратили британски и француски посматрачи и извештавали Антанту. Ситуација се донекле побољшала тек крајем пролећа 1920, када је већина пољских војника била распоређена у Украјини током Пољско-совјетског рата.
У том периоду Литванија се суочила са озбиљном буџетском кризом - 1919. године приход је износио 72 милиона, док су расходи износили 190 милиона немачких марака. Док се влада борила да добије финансијску помоћ и зајмове, дубоки резови су погодили војску. Уместо да повећа своје оружане снаге на 40.000 људи, Литванија је била приморана да их смањи на око 25.000.

## Јул 1920.: Совјетски напредак и пољско повлачење

### Дипломатски развој догађаја
У априлу 1920. године Пољска је покренула велику Кијевску у нади да ће заузети Украјину. У почетку успешна, пољска војска почела је да се повлачи након руских контранапада почетком јуна 1920. Ускоро су совјетске снаге почеле да угрожавају независност Пољске када су стигле и прешле њене границе. Пољски премијер Владислав Грабски је 9. јула 1920. затражио од савезничких сила на Спаовској конференцији војну подршку у рату против Совјета. Конференција је предложила да се пољске снаге повуку иза Керзонове линије, а совјетске снаге би се зауставиле 50 км источно од линије, литванске снаге преузеле би контролу над Вилњусом, а сви други спорови би се решавали преговорима у Лондону. Грабски се противио препуштању Вилњуса, али је под притиском британског премијера Лојда Џорџа, прихватио резолуцију 10. јула.
Истовремено су Совјети и Литванци преговарали о совјетско-литванском мировном уговору, који је потписан 12. јула 1920. године. Русија је признала Литванску независност и повукла било какве територијалне захтеве. Мировним уговором је одређена источна граница Литваније, коју су Литванци сматрали дејуре државном границом до Другог светског рата. Вилњуски регион, укључујући Браслав, Гродно, Лиду, и Вилњус, био је признат Литванији. Након дугих и тешких преговора, Литванија и Совјетска Русија потписале су 6. августа конвенцију о повлачењу руских трупа са признате литванске територије. Међутим, трупе су почеле да се повлаче тек након што је Црвена армија претрпела тешки пораз у Пољској.

### Територијалне промене
Бољшевичке снаге стигле су на литванску територију 7. јула 1920. и наставиле су да потискују пољске трупе. Литванска војска је почела да осигурава територије које су напустиле пољске снаге у повлачењу. Заузели су: Турмантас 7. јула, Таурагнај и Аланту 9. јула, Ширвинтос и Муснинкај 10. јула, Кернаве, Молетај и Гиедраичиај 11. јула, Маишиагалу и Пабраде 13. јула. Пољска команда је 13. јула одлучила да Вилњус препусти Литванцима у складу са резолуцијом Спаовске конференције. Литванци су стигли, али су њихове возове зауставили пољски војници близу Казимиеришкеса. Ово кашњење је значило да су бољшевици били први који су 14. јула ушли у Вилњус. У време када су први литвански војници ушли у град 15. јула, већ су га осигурали Совјети. Пољска је хтела да у граду има Руса, јер би то створило много мање компликација када би пољска војска кренула у контранапад на град. Упркос Мировном споразуму, Совјети нису намеравали да препусте град Литванцима. Постојале су индиције да су Совјети планирали државни удар против Литванске владе у нади да ће поново успоставити Литванску ССР.
Упркос препреци у Вилњусу, Литванци су наставили да обезбеђују територије у Сувалкијском региону. Заузели су: Друшкининкај 17. јула, Виштитис, Пунск, Гиби, и Сејни 19. јула, Сувалки 29. јула, Аугустов 8. августа. Пољске јединице, бојећи се да буду окружене и одсечене од главних пољских снага, повукле су се према Ломжи. Литванске власти су почеле да се организују на повраћеним подручјима.

### Литванска неутралност
Пољска је тврдила да је Литванија прекршила своју тврдњу о неутралности у Пољско-совјетском рату и да је постала совјетски савезник. Тајна клаузула Совјетско-литванског мировног споразума омогућила је несметано кретање совјетских снага на совјетски признатој литванској територији током совјетских непријатељстава са Пољском. Ова клаузула је била практична ствар: совјетске трупе су већ биле у већем делу додељених територија и нису могле да се повуку док су се непријатељства са Пољском настављала. Литванци су једноставно били неспособни да се одупру совјетским трупама. На пример, када им Литванци нису одобрили да користе пут, Совјети су игнорисали литванске протесте и транспортовали своје трупе и опрему без обзира на то. Истовремено су пољски војници разоружани и интернирани. Највећа група, бригада под пуковником Паславским, интернирана је 18. јула 1920. у близини Круониса. Литванци су 10. августа држали 103 пољска официра и 3.520 војника. Пољска је такође тврдила да су литванске трупе активно учествовале у војним операцијама Црвене армије. Ова оптужба, заснована на мемоарима совјетских званичника, није доказана. Наредне војне сукобе између пољских и литванских трупа у Сувалкијском региону Пољска је правдала намером да покаже да је "Литванска влада постала инструмент Совјетске владе". Литванија је одговорила да брани своје границе.

## Август–октобар 1920.: борбе за Сувалкијски регион

### Пољско напредовање и совјетско повлачење
Руси су претрпели велики пораз у Варшавској бици средином августа 1920. године и почели су се повлачити. Вилњус су предали Литванцима 26. августа. Литванци су се журно припремали да осигурају границу, како је предвиђено Совјетско-литванским мировним споразумом. Војницима је наређено да одржавају неутралност: избегавају непријатељства и интернирају све совјетске или пољске трупе које би прешле границу. Пољска делегација, коју је предводио пуковник Мацкјевич, је 26. августа стигла у Каунас да преговара о новонасталој ситуацији. Пољаци, који нису имали овлашћења да расправљају о политичким питањима, били су забринути за војне аспекте. Тражили су дозволу за транспорт пољских војника преко територије Литваније, желели су приступ делу железничке пруге Варшава - Санкт Петербург и затражили су да се повуку литванске трупе у Сувалкијском региону иза Керзонове линије. Литванци су одбили да разговарају о војним питањима без јасне политичке пољско-литванске границе, која би се поштовала након рата. Због ових фундаменталних неслагања и пољских напада, преговори су прекинути 30. августа.
Сувалкијски регион имао је стратешки значај у Пољско-совјетском рату. По наређењу Едварда Риђ-Шмиглија, пољске снаге су заузеле Аугустов од Литванаца у изненадном нападу 28. августа. Збуњени и дезоријентисани, Литванци су се 30. и 31. августа повукли из Сувалкија и Сејнија. Литванци су се реорганизовали, окупили своје снаге (11 батаљона са 7.000 војника), и организовали контранапад да "одбране своју границу" 2. септембра. Циљ је био да се заузме и осигура линија Аугустов–Липск–Гродно. Литванци су успели да заузму Сејни и Липск, а 4. септембра су стигли до предграђа Аугустова. Пољаци су 5. септембра протунападом приморали Литванце да се повуку. 9. септембра, пољске снаге су поново заузеле Сејни, али Литванци су се реорганизовали и повратили Сејни и Гиби 13. и 14. септембра. До директних преговора, непријатељства су обустављена на обје стране.

### Директни преговори и Друштво народа
Министар спољних послова Литваније Јуозас Пурицкис је 6. септембра предложио директне преговоре у Маријамполеу. 8. септембра, током састанка планирања битке код реке Њемен, Пољаци су одлучили да маневришу кроз територију коју држе Литванци до задње стране совјетске војске, стациониране у Гродну. У покушају да прикрију планирани напад, пољске дипломате прихватили су предлог за преговоре. Преговори су почели 16. септембра у Калварији, али су пропали само два дана касније.
Пољски министар иностраних послова Еустахи Сапиеха је 5. септембра 1920. предао дипломатску ноту Лиги народа наводећи да је Литванија прекршила своју неутралност и затражила интервенцију у Пољско-литванском рату. Лига се сложила да посредује и почела је своју седницу 16. септембра. Резолуција, усвојена 20. септембра, позвала је обе државе да прекину непријатељства и да се придржавају Керзонове линије. Од Пољске је затражено да поштује неутралност Литваније ако се Совјетска Русија сложи да учини исто. Такође, посебна контролна комисија требало би да буде упућена у зону конфликта како би надгледала примену резолуције. Било је јасно да је Лига имала само уски циљ да спречи оружана непријатељства, а не да реши темељни територијални спор. Литванска влада је прихватила резолуцију, док је Пољска обезбедила пуну слободу деловања у припремама за напад на Совјете.

### Битка код реке Њемен
Пољска је 22. септембра 1920. напала литванске јединице у Сувалкијском региону на широком фронту. Нападнуте од стране  4–5 пута бројнијих пољских снага, око 1,700–2,000 литванских војника су се предали и били заробљени. Пољске снаге су затим марширале, као што је и планирано 8. септембра, преко реке Њемен код Друшкининкаја и Меркине на задњи део совјетских снага у близини Гродна и Лиде. Црвена армија се журно повукла. Литванци су имали ограничено обавештајно упозорење да би се такав напад могао догодити, али су изабрали неадекватну стратегију одбране и раширили своје снаге превише танко дуж читавог пољско-литванског фронта  без довољних снага за заштиту мостова преко Њемана. Овај напад, само два дана након одлуке Лиге народа о прекиду непријатељстава, ставио је већи притисак на Пољску да мирно реши спор. Пољаци су 26. септембра заузели Гродно а пољски министар спољних послова предложио је нове преговоре у Сувалкију. Битка код реке Њемен драстично је променила равнотежу снага: Вилњус, у литванским рукама од 26. августа, био је изложен пољском нападу. Пољаци су се већ одлучили да освоје град и користили су преговоре у Сувалкију како би одуговлачили и купили време потребно за припреме. Литванска страна била је спремна да се одрекне Сувалкијског региона у замену за пољско признање литванског Вилњуса .

### Споразум у Сувалкију
Преговори између Пољака, које је предводио пуковник Мацкјевич, и Литванаци, предвођених генералом Катчеом, започели су 29. септембра 1920. године. Обе стране пристале су на примирје, али само источно од реке Њемен (Сувалкијски регион). Борба на западној обали реке настављена је око Марцинкониса, Зервиноса, Перлоје, Еишишкеса. Главна тачка сукоба, и дипломатска и војна, била је железничка станица у Варени (Орани) на прузи Варшава-Санкт Петербург. Већина литванске снаге још увек је била концентрисана у Сувалкијском региону и њихово премештање, како би заштитиле Вилњус, без железничке пруге било би изузетно тешко. Борба западно од реке Њемен престала је тек 6. октобра, када су пољске трупе већ заузеле железничку станицу у Варани.
Преговори о линији разграничења су били тешки. У суштини, Литванци су желели да се дужом линијом разграничења омогући боља заштита Вилњусу. Пољаци су се договорили само за кратку линију како би осигурали планирани напад на Вилњус са простором за операцију. Пољска делегација такође је одуговлачила да купи време за неопходне припреме за напад на Вилњус. Иако Вилњус није била тема расправе, био је на уму свих. Контролна комисија, коју је Лига послала по резолуцији од 20. септембра, стигла је 4. октобра у Сувалки. The Commission, led by French colonel Pierre Chardigny, re-energized the negotiations. У поноћ 7. октобра, постигнут је коначни договор. Споразум се није односио само на Вилњус или на Вилњуски регион. Прекид ватре био је ефективан само дуж линије разграничења, која је пролазила кроз Сувалкијски регион до железничке станице у Бастунију. Према томе, линија је била непотпуна и није пружила заштиту Вилњуском региону, али је указивала да ће остати на литванској страни.

## Октобар–новембар 1920.: борбе за Вилњуски регион

### Желиговскова побуна
Пољски шеф државе Јозеф Пилсудски наредио је свом потчињеном генералу Желиговском, да подигне буну са својим 1. литванско-белоруском дивизијом (16 батаљона са 14,000 војника) у Лиду и заузме Вилњус. Побуна је имала два главна циља: заузети Вилњус и сачувати међународну репутацију Пољске. Лига народа је посредовала у другим пољским споровима, нарочито око Данцига и Горње Шлеске, и директна агресија на Литванију могла је омести пољске преговарачке позиције. Док је пољска страна званично сматрала Желиговског као дезертера и није га подржавала, Пољска је пружила логистичку подршку, укључујући муницију и оброке хране, његовим јединицама. Желиговски је такође добио појачање, када се, према званичној верзији, побуна ширила даље међу пољским трупама. Његов почетни напад су на обе стране покривале две пољске војске.
Желиговскова буна је планирано да почне средином септембра, али је почела 8. октобра 1920. године, само неколико сати након потписивања Споразума у Сувалкију. Постигнут је привремени споразум у Пољско-совјетском рату, којим су ослобођене пољске јединице за напад на Литванију. Као део лукавства, Желиговски је написао поруку пољској команди у којој је најавио своју побуну и изразио своје разочарење у Споразум из Сувалкија. Тврдио је да су његове трупе марширале да бране право на самоопредељење локалног пољског становништва.

### Освајање Вилњуса и други војни напади
Литванци нису били спремни за напад. Имали су само два батаљона, стационирани близу Јашунија и Руднинкаја дуж реке Меркис, који су штитили град од Пољске. Њихове главне снаге биле су још у Сувалкијском региону и западно од Друшкининкаја и Варене. Без железнице, литванске јединице се не би могле лако распоредити да би заштитиле Вилњус. Након што је постало јасно да се Желиговски неће зауставити у Вилњусу, командант литванске војске Силвестрас Жукаускас, који је преузео ту дужност 6. октобра, наредио је да се град евакуише поподне 8. октобра. Оставили су градску администрацију званичнику Антанте Константину Ребулу. Желиговски је ушао у Вилњус наредне вечери. Он није признао Ребулову власт и званичници Антанте су напустили град у знак протеста. Желиговски је 12. октобра прогласио независну Републику Централну Литванију са престоницом у Вилњусу. Име је било у складу са визијом Пилсудског о историјској Литванији, подељеној у три кантона: литвански кантон Западна Литванија са главним градом у Каунасу, пољски кантон Централна Литванија са престоницом у Вилњусу, и белоруски кантон Источна Литванија са престоницом у Минску. Даљи развој догађаја у другим кантонима спречила је пољска Национална демократија, странка која се противила федералним идејама Пилсудског.
Јединице Желиговског наставиле су да напредују: територије источно од града су заузимане без отпора док су се Литванци бранили на западу. Желиговски је заузео: Швенчионис и Рудишкес 10. октобра, Неменчине 11. октобра, Лентварис 13. октобра, Рикантај 15. октобра. Фронт се донекле стабилизовао на јужној (левој) обали реке Нерис, али борбе су се наставиле на северној (десној) обали Нериса. Када се пољска коњица кретала према Риешеу, сазнала је од локалног становништва локацију команде Прве стрељачке дивизије. Коњица је 21. октобра, упала у село и заробила целу команду. Остављени без својих команданата, Литванци су се повукли, а Пољаци су заузели Мајшагалу и Пабержу. Коњица је 26. октобра новим нападом заузела Дубингај, Гједрајчај и Желву и приближила се Укмергеу. Међутим, Литванци су противнападима ослободили Желву 30. октобра и Гједрајчај 1. новембра..
Побуњеници су 17. новембра почели велики напад. Планирали су да заробе Каунас, чиме би угрозили независност Литваније, опколивши град са севера преко Ширвинтос–Укмерге–Јонава и Гједрајчај–Каварскас–Кедајњај. Снаге Желиговског су биле три пута веће: 15 пољских батаљона против 5 литванских батаљона. Једна коњичка бригада је успела да пробије литванске линије одбране у близини Дубингаја, стигла до Каварскаса и наставила према Кедајњају. Међутим, Литванци су били успешни у заустављању напада на Укмерге код Ширвинтоса 19. новембра. Око 200 Литванаца се кретало кроз мочварног подручја да приђе са задњег дела на три пољска батаљона. Нападнути и са предње и са задње стране, око 200 Пољака је заробљено, док су се други повукли. Литванци су наставили напад и освојили Гједрајчај 21. новембра. Истог дана потписан је прекид ватре под притиском Лиге народа. Пољска коњичка бригада, протерана из Кедајњаја и одсечена од својих главних снага, повукла се кроз Рамигалу-Трошкунај – Андрионишкис – Лељунај и придружила се Желиговским јединицама тек 24. новембра.

### Посредовање и дипломатске мере
Литвански изасланик у Паризу Оскар Милош је 11. октобра 1920. затражио од Лиге народа да интервенише у обновљеном сукобу са Пољском. Председавајући у Лиги Леон Буржоа је 14. октобра објавио поруку којом је осудио агресију и затражио да се пољске јединице повуку.. Политичари у Лондону чак су размишљали о искључењу Пољске из Лиге. Када је Лига чула оба аргумента 26. и 28. октобра, пољски изасланик Шимон Аскенази је тврдио да није било сукоба између Пољске и Литваније за време посредовања. Он је тврдио да је стари сукоб завршен потписивањем примирја са Литванијом 7. октобра и са Совјетском Русијом 12. октобра, а нови конфликт изазвао је Желиговски, који је поступао без одобрења пољске команде, али са моралном подршком читавог пољског народа. Литвански изасланик Аугустинас Волдемарас је тврдио да је Пољска организовала побуну и захтевала строге санкције против Пољске. Лига је одбила да потврди акцију Желиговског. Они су предложили одржавање референдума у спорном подручју. Обе стране су прихватиле предлог 6. и 7. новембра и Литванци су започели припремне радове.
Желиговски је 19. новембра предложио Контролној комисији, на челу са Чардигнијем, да прекине непријатељства. Литванци су се сложили и примирје је потписано 21. новембра. Касније су ову епизоду критиковали литвански критичари јер је Литванска војска имала иницијативу на фронту и имала шансу да маршира на Вилњус. Међутим, Литванци су веровали да ће Лига народа решити спор у њихову корист а бојали су се да ће у случају напада на Вилњус редовне пољске снаге стићи да ојачају јединице Желиговског.
Преговори за трајније примирје, уз посредовање Контролне комисије, почели су 27. новембра у Каунасу. Литванија се није сложила да преговара директно са Желиговским и тиме потврди легитимност његових поступака. Дакле, Пољска је ступила као посредник. Литванија се сложила како се нада да ће разговоре вратити у контекст Споразума из Сувалкија. Пољаци су одбацили свако повлачење снага Желиговског. Није било договора у вези са линијом разграничења. 29. новембра 1920. године договорено је само да се прекину непријатељства, 30. новембра да се повери Контролној комисији успостављање 6 км широке неутралне зоне и размена заробљеника.

## Последице
У марту 1921, планови за референдум су напуштени. Нити је Литванија, која се плашила негативног резултата, нити је Пољска, која није видела разлог да промени статус кво, желела референдум. Стране нису могле да се договоре на којој територији да изврше гласање и како би снаге Желиговског требало да буду замењене снагама Лиге. Лига народа је затим кренула од покушаја да реши уски територијални спор у региону Вилњуса у обликовању темељних односа између Пољске и Литваније. Током 1921. године белгијски представник Паул Иман предложио је неколико модела пољско-литванске федерације, које су све стране одбациле. У јануару 1922, одржани су парламентарни избори за Вилњуски сејм на којима су победили Пољаци. На својој првој седници одржаној 20. фебруара 1922. године, Сејм је гласао за укључивање у Пољску као Вилњуско војводство. Пољски сејм је прихватио резолуцију Вилњуског сејма. Лига народа је одбила да посредује у спору. Након што су Литванци заузели Клаипедску регију у јануару 1923. године, Лига је признала интерес Литваније за Клаипеду као адекватну надокнаду за губитак Вилњуса. Лига је прихватила статус кво у фебруару 1923. поделом неутралне зоне и постављањем линије разграничења, која је у марту 1923. призната као званична пољско-литванска граница. Литванија није признала ову границу.
Историчари су тврдили да Пољска није победила у [[Пољско-совјетски рат|Пољско-совјетском рату, Совјети би напали Литванију, и никада не би доживели две деценије независности. Упркос Совјетско-литванском уговору из 1920. године, Литванија је била веома близу да их Совјети нападну у лето 1920. и да их присилно укључе у своју државу, а само је пољска победа избацила из колосека тај план.
Спор око Вилњуса остао је једно од највећих спољнополитичких питања у Литванији и Пољској. Литванија је прекинула све дипломатске односе са Пољском и одбила сваку акцију која би признала пољску контролу над Вилњусом чак и дефакто. На пример, Литванија је прекинула дипломатске односе са Светом столицом након што је Конкордатом из 1925. године основала црквену покрајину у Вилњусу, чиме је признала пољске захтеве према граду. Пољска је одбила да формално призна постојање било каквог спора у вези са регионом, јер би то Литванији дало легитимитет. Железнички саобраћај и телеграфске линије нису могле да пређу границу, а услуга поште је била компликована. На пример, писмо из Пољске у Литванију требало је послати у неутралну земљу, препаковати у нову омотницу како би се уклонили сви пољски знакови, а тек онда доставити у Литванију. Упркос неколико покушаја да се нормализују односи, ситуација "без рата, без мира" трајала је све док Пољска није захтевала поновно успостављање дипломатских односа издавањем Ултиматума из 1938. године. Ове тензије су биле један од разлога због којих план Пилсудског за успостављање Федерације Међуморје није никада остварен. Совјетски Савез је Вилњус дао Литванији након совјетске инвазије источне Пољске у септембру 1939. године.

## Белешке
Белешке
1. ↑  Račis, Antanas, ур. (2008). „Reguliariosios pajėgos”. Lietuva (на језику: литвански). I. Science and Encyclopaedia Publishing Institute. стр. 454—456. ISBN 978-5-420-01639-8.
2. ↑  Langstrom, Tarja (јануар 2003). Transformation in Russia and International Law. Martinus Nijhoff Publishers. стр. 52. ISBN 90-04-13754-8.
3. ↑  Rauch 1970, стр. 51
4. ↑  Davies, Norman (2003) [1972]. White Eagle, Red Star: the Polish-Soviet War, 1919–20. Pimlico. стр. 50. ISBN 0-7126-0694-7.
5. ↑  Łossowski 1966, стр. 47
6. ↑  Lesčius 2004, стр. 252
7. ↑  Łossowski 1966, стр. 48
8. ↑  Łossowski 1966, стр. 49
9. ↑  Salzmann, Stephanie C. (2013). Great Britain, Germany and the Soviet Union: Rapallo and After, 1922-1934. Boydell Press. стр. 93. ISBN 9781-843-83840-1.
10. 1 2 3  Lane 2001, стр. 7
11. 1 2  Eidintas 1999, стр. 72
12. ↑  Łossowski, Piotr (1995). Konflikt polsko-litewski 1918–1920 (на језику: пољски). Warsaw: Książka i Wiedza. стр. 11. ISBN 83-05-12769-9.
13. ↑  (језик: руски) Demoscope.
14. ↑  Eidintas 1999, стр. 220–221
15. 1 2  Borzecki, Jerzy (2008). The Soviet-Polish Peace of 1921 and the Creation of Interwar Europe. Yale University Press. стр. 10. ISBN 9780-300-12121-6.
16. ↑  Brensztejn, Michał Eustachy (1919). Spisy ludności m. Wilna za okupacji niemieckiej od. 1 listopada 1915 r. (на језику: пољски). Biblioteka Delegacji Rad Polskich Litwy i Białej Rusi, Warsaw.
17. ↑  Endre Bojtár (1999). Foreword to the Past: A Cultural History of the Baltic People. Central European University Press. стр. 202. ISBN 978-963-9116-42-9. Приступљено 14. 5. 2012.
18. ↑  Saulius Sužiedėlis (7. 2. 2011). Historical Dictionary of Lithuania. Scarecrow Press. стр. 286. ISBN 978-0-8108-4914-3. Приступљено 14. 5. 2012.
19. 1 2  Gerutis 1984, стр. 166
20. ↑  Vilkelis 2006, стр. 57
21. ↑  Vilkelis 2006, стр. 58
22. 1 2  Eidintas 1999, стр. 71
23. 1 2 3  Łossowski 1966, стр. 49–50
24. ↑  Lesčius 2004, стр. 254
25. 1 2 3 4 5 6  Mańczuk, Tadeusz (2003). „Z Orłem przeciw Pogoni. Powstanie sejneńskie 1919”. Mówią Wieki (на језику: пољски). 12 (258): 32—37. Архивирано из оригинала 23. 12. 2007. г.
26. ↑  Senn 1975, стр. 134
27. ↑  Lesčius 2004, стр. 254, 257
28. ↑  Łossowski 1966, стр. 51
29. ↑  Lesčius 2004, стр. 258
30. ↑  Lesčius 2004, стр. 272
31. 1 2 3 4  Buchowski, Stanisław. „Powstanie Sejneńskie 23-28 sierpnia 1919 roku” (на језику: пољски). Gimnazjum Nr. 1 w Sejnach. Архивирано из оригинала 10. 6. 2008. г. Приступљено 27. 9. 2007.
32. 1 2  Lesčius 2004, стр. 277
33. ↑  Buchowski, Krzysztof (2003). „Polish-Lithuanian Relations in Seinai Region at the Turn of the Nineteenth and Twentieth Centuries”. The Chronicle of Lithuanian Catholic Academy of Sciences. 2 (XXIII). Архивирано из оригинала 27. 9. 2007. г.
34. ↑  Lesčius 2004, стр. 261
35. 1 2  Łossowski 1966, стр. 56–57
36. ↑  Senn 1966, стр. 20
37. 1 2 3 4 5 6 7  Ališauskas (1953–1966), p. 101
38. 1 2  Senn 1975, стр. 149
39. ↑  Senn 1975, стр. 148
40. ↑  Lesčius 2004, стр. 267
41. ↑  Lesčius 2004, стр. 268
42. ↑  Lesčius 2004, стр. 269–270
43. ↑  Lesčius 2004, стр. 280–281
44. ↑  Lesčius 2004, стр. 280
45. ↑  Lesčius 2004, стр. 284
46. ↑  Drilinga, Antanas, ур. (1995). Lietuvos Respublikos prezidentai (на језику: литвански). Vilnius: Valstybės leidybos centras. стр. 54. ISBN 9986-09-055-5.
47. ↑  Lesčius 2004, стр. 285, 287
48. 1 2 3  Snyder 2003, стр. 63
49. ↑  Lesčius 2004, стр. 289
50. ↑  Eidintas 1999, стр. 72–73
51. ↑  Eidintas 1999, стр. 69
52. 1 2  Lesčius 2004, стр. 297
53. 1 2  Lesčius 2004, стр. 298
54. ↑  Lesčius 2004, стр. 289–290
55. 1 2  Lesčius 2004, стр. 291
56. 1 2 3  Eidintas 1999, стр. 73
57. 1 2  Senn 1966, стр. 31
58. 1 2  Rauch 1977, стр. 101
59. 1 2 3  Lesčius 2004, стр. 299
60. ↑  Senn 1966, стр. 32
61. ↑  Čepėnas, Pranas (1986). Naujųjų laikų Lietuvos istorija (на језику: литвански). II. Chicago: Dr. Griniaus fondas. стр. 355—359. ISBN 5-89957-012-1.
62. 1 2  Senn 1966, стр. 40
63. ↑  Lesčius 2004, стр. 292–293
64. ↑  Eudin, Xenia Joukoff; Harold Henry Fisher (1957). Soviet Russia and the West, 1920–1927: A Documentary Survey. Stanford University Press. стр. 10—11. ISBN 0-8047-0478-3.
65. ↑  Senn 1966, стр. 33
66. 1 2  Senn 1966, стр. 37
67. ↑  Lesčius 2004, стр. 301
68. 1 2 3  Lesčius 2004, стр. 304
69. 1 2  Lesčius 2004, стр. 305
70. ↑  Lesčius 2004, стр. 307
71. ↑  Lesčius 2004, стр. 311
72. ↑  Lesčius 2004, стр. 314
73. ↑  Lesčius 2004, стр. 317
74. ↑  Lesčius 2004, стр. 318
75. ↑  Lesčius 2004, стр. 319–321
76. 1 2  Vilkelis 2006, стр. 66
77. 1 2 3 4 5 6  Ališauskas (1953–1966), p. 102
78. ↑  Vilkelis 2006, стр. 64
79. ↑  Senn 1966, стр. 36–37
80. ↑  Vilkelis 2006, стр. 67
81. ↑  Lesčius 2004, стр. 320
82. 1 2 3  Eidintas 1999, стр. 74
83. ↑  Lesčius 2004, стр. 321
84. 1 2 3  Vilkelis 2006, стр. 68
85. 1 2  Lesčius 2004, стр. 324
86. 1 2  Lesčius 2004, стр. 330
87. 1 2  Borzęcki 2008, стр. 106
88. ↑  Lesčius 2004, стр. 329
89. 1 2  Vilkelis 2006, стр. 69
90. ↑  Lesčius 2004, стр. 344
91. ↑  Vilkelis 2006, стр. 70
92. 1 2  Vilkelis 2006, стр. 70–71
93. ↑  Senn 1966, стр. 44
94. 1 2  Łossowski, Piotr (1995). Konflikt polsko-litewski 1918–1920 (на језику: пољски). Warsaw: Książka i Wiedza. стр. 166–175. ISBN 83-05-12769-9.
95. 1 2 3  Lesčius 2004, стр. 345
96. ↑  Lesčius 2004, стр. 336–339
97. 1 2 3  Vilkelis 2006, стр. 71
98. 1 2  „Lithuania and Poland. Agreement with regard to the establishment of a provisional "Modus Vivendi", signed at Suwalki, October 7, 1920” (PDF). United Nations Treaty Collection. Архивирано из оригинала (PDF) 23. 7. 2011. г. Приступљено 1. 8. 2009.
99. 1 2 3  Eidintas 1999, стр. 75
100. ↑  Lane 2001, стр. 31
101. ↑  Lesčius 2004, стр. 349–350
102. 1 2  Vilkelis 2006, стр. 75
103. ↑  Lesčius 2004, стр. 377
104. 1 2  Łossowski, Piotr (1991). Polska-Litwa: Ostatnie sto lat (на језику: пољски). Warsaw: Wydawnictwo Oskar. стр. 110.
105. ↑  Čepėnas, Pranas (1986). Naujųjų laikų Lietuvos istorija. Chicago: Dr. Griniaus fondas. стр. 634.
106. ↑  Lesčius 2004, стр. 360
107. ↑  Borzęcki 2008, стр. 140
108. 1 2 3  Lesčius 2004, стр. 351
109. ↑  Lesčius 2004, стр. 355
110. ↑  Lesčius 2004, стр. 357
111. 1 2 3  Snyder 2003, стр. 64
112. ↑  Lesčius 2004, стр. 365
113. 1 2 3 4  Ališauskas (1953–1966), p. 103
114. ↑  Lesčius 2004, стр. 366
115. ↑  Lesčius 2004, стр. 368
116. ↑  Lesčius 2004, стр. 369
117. 1 2 3  Eidintas 1999, стр. 77
118. ↑  Lesčius 2004, стр. 377–378
119. ↑  Lesčius 2004, стр. 385–386
120. ↑  Lesčius 2004, стр. 386
121. 1 2 3  Ališauskas (1953–1966), p. 104
122. ↑  Lesčius 2004, стр. 394–399
123. ↑  Vilkelis 2006, стр. 73
124. ↑  Vilkelis 2006, стр. 73–74
125. ↑  Yearwood, Peter J. (15. 2. 2009). Guarantee of Peace: The League of Nations in British Policy 1914–1925. Oxford University Press US. стр. 188. ISBN 0-19-922673-3.
126. 1 2  Vilkelis 2006, стр. 76–77
127. 1 2  Eidintas 1999, стр. 76
128. 1 2  Vilkelis 2006, стр. 77
129. ↑  Vilkelis 2006, стр. 80
130. ↑  Lesčius 2004, стр. 402
131. 1 2  Lesčius 2004, стр. 403
132. 1 2 3  Eidintas 1999, стр. 78
133. ↑  Rauch 1977, стр. 102
134. 1 2  Eidintas 1999, стр. 84
135. 1 2 3 4  Eidintas 1999, стр. 85
136. 1 2  Alfred Erich Senn, The Formation of the Lithuanian Foreign Office, 1918–1921, Slavic Review, 21  (3):  500–507.: "A Bolshevik victory over the Poles would have certainly meant a move by the Lithuanian communists, backed by the Red Army, to overthrow the Lithuanian nationalist government... Kaunas, in effect, paid for its independence with the loss of Vilna."
Alfred Erich Senn, Lietuvos valstybes... p. 163: "If the Poles didn't stop the Soviet attack, Lithuania would fell to the Soviets... Polish victory costs the Lithuanians the city of Wilno, but saved Lithuania itself."
Antanas Ruksa, Kovos del Lietuvos nepriklausomybes, t.3, p. 417: "In summer 1920 Russia was working on a communist revolution in Lithuania... From this disaster Lithuania was saved by the miracle at Vistula."
Jonas Rudokas, Józef Piłsudski – wróg niepodległości Litwy czy jej wybawca? Архивирано на веб-сајту  (11. октобар 2016) (Polish translation of a Lithuanian article) "Veidas", 25 08 2005: [Piłsudski] "defended both Poland and Lithuanian from Soviet domination"
137. ↑  „1938: Lithuania”. Collier's Year Book. MSN Encarta. Архивирано из оригинала 31. 10. 2009. г. Приступљено 14. 3. 2008.
138. ↑  Gerutis 1984, стр. 218–219
139. ↑  Eidintas 1999, стр. 146
140. ↑  Lengyel, Emil (20. 3. 1939). „Poland and Lithuania in a Long Feud”. The New York Times: 63.
141. ↑  Ready, J. Lee (1995). World War Two. Nation by Nation. London: Cassell. стр. 191. ISBN 1-85409-290-1.